# Bunsenite
La bunsenite è un minerale.